# Otto Borst

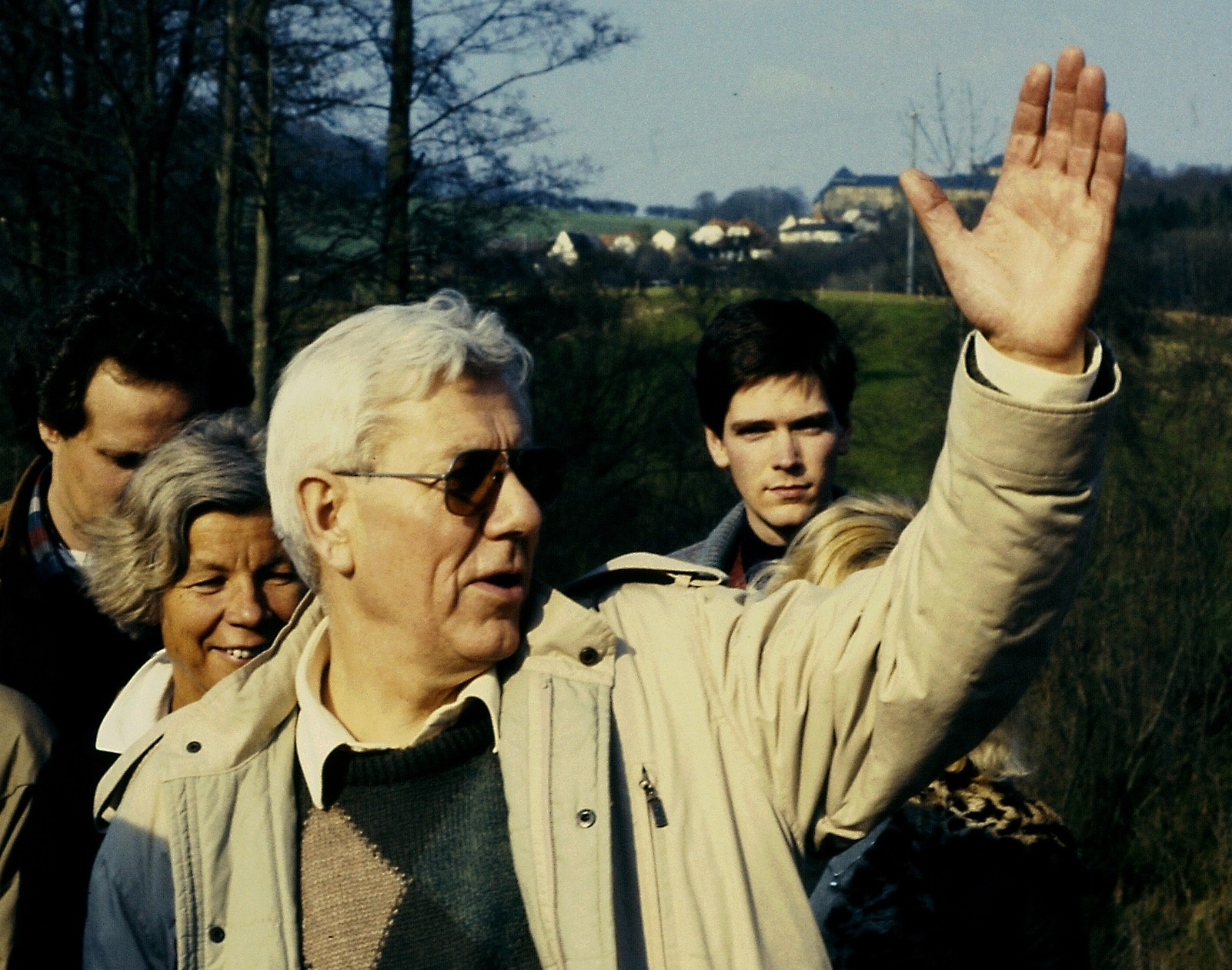
Otto Borst, 1984

Otto Borst (* 30. Juli 1924 in Waldenburg; † 22. August 2001 in Esslingen am Neckar) war ein deutscher Historiker mit den Schwerpunkten in der südwestdeutschen Landes- und Stadtgeschichte.

## Leben
Borst wurde durch die Herkunft aus einem evangelischen Pfarrhaus geprägt. Ab dem Wintersemester 1945 studierte er in Tübingen zunächst Evangelische Theologie, dann Germanistik, Geschichte und alte Sprachen. Er war Mitglied der Verbindung Normannia. Seine Promotion in Germanistik galt 1954 einem wirkungsgeschichtlichen Thema (Rezeption von Novalis).
Als Lehrer am Georgii-Gymnasium in Esslingen leitete er von 1955 bis 1977 nebenamtlich das Stadtarchiv, das auch seinen Nachlass verwahrt. 1971 wurde er an die Pädagogische Hochschule Esslingen berufen, nach deren Schließung 1984 erhielt er eine Professur für Landesgeschichte an der Universität Stuttgart, die er bis 1989 bekleidete. Außerdem wurde ihm 1982 der Schubart-Literaturpreis verliehen.
1974 rief Borst die Arbeitsgemeinschaft Die alte Stadt e. V. (ab September 2010: Forum Stadt – Netzwerk historischer Städte e. V.) ins Leben, deren gleichnamige Zeitschrift er als Herausgeber betreute. Als Projektberater hatte er maßgeblichen Anteil am landesgeschichtlichen Museum Haus der Geschichte Baden-Württemberg in Stuttgart, das erst nach seinem Tod 2002 eröffnet wurde.

## Auszeichnungen
- 1982: Schubart-Literaturpreis der Stadt Aalen
- 1989: Verdienstkreuz 1. Klasse des Verdienstordens der Bundesrepublik Deutschland
- 1993: Verdienstmedaille des Landes Baden-Württemberg
- 1994: Heimatmedaille des Landes Baden-Württemberg

## Otto-Borst-Preis
Seit 2005 wird von der Arbeitsgemeinschaft Die alte Stadt e. V. der Otto-Borst-Preis in jährlichem Wechsel als Preis für Stadterneuerung (Erhaltung, Sanierung, Umnutzung, Weiterbau) und als Wissenschaftspreis verliehen. Otto Borst war Gründer der Arbeitsgemeinschaft und langjähriger Herausgeber der Zeitschrift Die alte Stadt. Mit dem Otto-Borst-Preis für Stadterneuerung sollen herausragende Sanierungsbeispiele in Altstadtensembles gewürdigt werden. Mit der Verleihung des Otto-Borst-Wissenschaftspreises will die Arbeitsgemeinschaft den wissenschaftlichen Nachwuchs in den Fachgebieten Stadtgeschichte, Stadtsoziologie, Denkmalpflege und Stadtplanung fördern und bedeutende Leistungen in diesen Fachgebieten auszeichnen.

## Veröffentlichungen (Auswahl)
- Der Weg in die Welt, Geschichte der Pressenfabrik Fritz Müller Esslingen am Neckar. Bechtle Verlag, 1964, München und Esslingen am Neckar.
- Stuttgart. Die Geschichte einer Stadt. Theiss, Stuttgart 1973, ISBN 3-8062-0114-5.
- Geschichte der Stadt Esslingen am Neckar. 1977; 3. Auflage. Bechtle, Esslingen 1978, ISBN 3-7628-0378-1.
- Die heimlichen Rebellen. Schwabenköpfe aus fünf Jahrhunderten. Theiss, Stuttgart 1980, ISBN 3-8062-0247-8.
- Alltagsleben im Mittelalter. Frankfurt 1983, ISBN 3-458-32213-2 (viele Auflagen).
- Stadtkleinode in Württemberg. Geschichte im Gehäuse. Stadler, Konstanz 1986, ISBN 3-7977-0152-7.
- als Hrsg.: Das Dritte Reich in Baden und Württemberg. Theiss, Stuttgart 1988, ISBN 3-8062-0563-9.
- Geschichte Baden-Württembergs. Ein Lesebuch. Theiss, Stuttgart 2004, ISBN 3-8062-1730-0.
- Alte Städte in Württemberg. Prestel Verlag, München 1968.